# Der Geiger von Florenz
Der Geiger von Florenz è un film muto del 1926 scritto e diretto da Paul Czinner.

## Trama
La giovane Renée non può sopportare la nuova donna di suo padre. Ricorda il periodo susseguito alla morte della madre, quando il papà si occupava esclusivamente di lei, la accudiva nelle piccole cose nonostante non fosse più una bambina piccola, e le aveva fatto nascere la passione per i viaggi in Italia che avevano intrapreso loro due soli. Ella fa un tentativo di passar sopra all'attaccamento edipico al padre: un giorno Renée e la "matrigna" sembrano andare d'amore e d'accordo mentre preparano un punch; quando arriva il padre entrambe gliene porgono una coppa: l'uomo accetta quella della sua donna e non quella della figlia. È la goccia che fa traboccare il vaso: Renée getta il suo bicchiere ai piedi della donna.
Viene deciso di mandare Renée in un collegio di Losanna. Ma anche tra le educande elvetiche le cose non vanno bene: la ragazza viene spesso punita per il suo cattivo comportamento, che a volte assume apposta per farsi espellere dall'istituzione e tornare dal papà. E ottiene l'effetto opposto: come misura disciplinare, d'accordo col padre, la direttrice la confina nel collegio anche durante il periodo delle vacanze estive. Renée fugge, e prende un treno diretto in Italia.
Bloccata alla dogana di Ponte Tresa perché priva di documenti validi per l'espatrio, Renée riesce a varcare il confine grazie all'aiuto di un gentile frontaliere (un poco contrabbandiere, anche) uso a spostarsi quotidianamente a dorso di mulo fra Italia e Svizzera, e perciò ben conosciuto dalle guardie del posto: scambiatasi i vestiti la ragazza riesce a farsi passare per lui e a entrare nel bel paese vestita da uomo, il che torna comodo anche per il fatto che manifesti annuncianti la sua scomparsa e relativa ricompensa per chi la ritrovasse erano apparsi, recando la sua fotografia in abiti femminili.
Renée vaga in lungo e in largo nella penisola fino a giungere alle porte di Firenze: qui la giovane afferra il violino dalle mani di un anziano musicista all'angolo della strada e improvvisa una spensierata danza facendo balzare l'archetto sulle corde, suscitando divertimento fra gli astanti. In questo frangente viene notata da un pittore, che, ispirato dalla scena, intende riprodurla su un quadro. Egli si mette d'accordo con Renée, che egli – come tutti – crede essere un maschio, e la conduce nella propria sontuosa villa in città, dove abita insieme a sua sorella, e dove Renée si stanzierà, come modella, durante l'esecuzione della pittura.
L'artista e Renée passano molto tempo assieme, nello studio del pittore, al punto che sua sorella nota il venir meno del consueto rapporto – un poco incestuoso – che era usa intrattenere col fratello, tanto più in quanto il rivale è un maschio, e se ne lamenta. Di nuovo, le due donne preparano una bevanda, ne offrono un calice al pittore, che accetta quello di Renée a scapito di quello della sorella; di nuovo, la sorella getta la coppa ai piedi della donna. Tutto già visto.
Già da qualche tempo l'artista e la sorella avevano notato atteggiamenti e particolarità femminili in colui che credevano essere un modello maschio. Dopo che il quadro "Il violinista di Firenze" ("Der Geiger von Florenz"), una volta concluso, viene venduto ad un ottimo prezzo, il pittore si spinge a dichiarare a Renée: "Avrei voluto che tu fossi una ragazza!" Avendone richiesto il perché, Renée si sente rispondere: "Perché ti sposerei." Il pittore rimane dubbioso rispetto alle parole che ha appena pronunciato, mentre Renée, che si è innamorata di lui, appare raggiante.
Il padre di Renée vede sul giornale una fotografia della tela "Il violinista di Firenze"; vi riconosce la figlia scomparsa e fa volta verso il capoluogo toscano. Giunto dal pittore, il padre gli spiega che il modello non è altri che sua figlia. L'artista si sente sollevato dalla rivelazione, e chiede al padre la mano di Renée prima ancora di mandarla a chiamare. Nello stesso momento la sorella del pittore si trova nella camera di Renée, e ha un suo modo per sincerarsi della sua identità sessuale (anatomica): le pone con decisione una mano sul seno, rilevandone la protuberanza al di sotto della larga camicia maschile. La servitù entra e convoca Renée; la sorella del pittore la congeda baciandola sulla bocca.
Renée e il padre si ricongiungono, la ragazza e il pittore possono ora baciarsi senza timori.

## Produzione
Il film fu prodotto dalla Elisabeth Bergner Poetic Film Co.

## Distribuzione
Distribuito in Germania dalla Universum Film (UFA), il film fu presentato a Berlino il 10 marzo 1926.